# Eulichas bertiae
Eulichas bertiae is een keversoort uit de familie Eulichadidae. De wetenschappelijke naam van de soort is voor het eerst geldig gepubliceerd in 1995 door Jäch.